# 446 př. n. l.

## Hlava státu
- Perská říše – Artaxerxés I. (465 – 424 př. n. l.)
- Egypt – Artaxerxés I. (465 – 424 př. n. l.)
- Sparta – Pleistonax (458 – 409 př. n. l.) a Archidámos II. (469 – 427 př. n. l.)
- Athény – Timarchides (447 – 446 př. n. l.) » Callimachus (446 – 445 př. n. l.)
- Makedonie – Perdikkás II. (448 – 413 př. n. l.)
- Epirus – Admetus (470 – 430 př. n. l.)
- Odryská Thrácie – Teres I. (460 – 445 př. n. l.) a Sparatocos (450 – 431 př. n. l.)
- Římská republika – konzulé T. Quinctius Capitolinus Barbatus a Agrippa Furius Fusus (446 př. n. l.)
- Kartágo – Hanno II. (480 – 440 př. n. l.)